# Jozef Sabovčík
Jozef Sabovčík (* 4. prosince 1963, Bratislava) je bývalý československý a slovenský krasobruslař. Byl prvním krasobruslařem, který na mezinárodní soutěži skočil čtverný skok. Říká se mu také „Jumping Joe“.

## Sportovní kariéra
S krasobruslením začal ve věku 7 let díky babičce, která ho na led přivedla. Za své amatérské kariéry se stal šestinásobným mistrem Československa, dvojnásobným mistrem Evropy a na Zimních olympijských hrách 1984 v Sarajevu získal bronzovou medaili.
Měl velký skokový potenciál, chyběla mu ale síla v nohou. Kvůli častým zdravotním potížím přerušil v roce 1986 amatérskou kariéru. Následně se oženil a odešel z Československa. Nejdříve trénoval děti v Německu, později se odstěhovat do Toronta, kde pracoval jako obchodní zástupce. Po setkání s Tollerem Cranstonem začal znovu trénovat a snažil se vylepšit svůj umělecký dojem – mimo jiné se naučil salto vzad doskočené na jednu nohu. Jako profesionální krasobruslař získal titul mistra světa profesionálů a působil v mnoha televizních show. Kariéru ukončil v roce 2013.
Po rozvodu mu zůstal v péči syn Blade. V roce 1999 se podruhé oženil a roku 2003 se jeho manželce narodil syn Jozef Jaden.
Má kanadské občanství a žije v Severní Americe.

## Úspěchy
- Olympijské hry
  - 1984 – 3. místo
- Mistrovství světa
  - 1979 - 19. místo
  - 1980 – 16. místo
  - 1981 – 12. místo
  - 1982 – 16. místo
  - 1983 – 6. místo
  - 1984 – 4. místo
  - 1985 – 4. místo
  - 1986 – 6. místo
- Mistrovství Evropy
  - 1979 - 17. místo
  - 1980 – 9. místo
  - 1981 – 5. místo
  - 1982 – 8. místo
  - 1983 – 2. místo
  - 1984 – 4. místo
  - 1985 – 1. místo
  - 1986 – 1. místo